# Premiership Rugby 2012-13
La Liga de Inglaterra de Rugby 15 2012-13, más conocido como Aviva Premiership 2012-13 (por razones comerciales) fue la vigésimo sexta edición del torneo más importante de rugby de Inglaterra.

## Formato
El torneo se disputó en dos etapas, la primera una fase regular en donde cada equipo se enfrentó en condición de local y de visitante a cada uno de sus rivales, posteriormente los cuatro mejores equipos clasificaron a la postemporada, enfrentándose en eliminaciones directas comenzando desde las semifinales. 
El último clasificado de la fase regular descendió al RFU Championship.

## Desarrollo

### Fase regular
| Pos. | Equipo             | Encuentros | Encuentros | Encuentros | Encuentros | Tantos | Tantos | Tantos | PB | PB | Puntos |
| Pos. | Equipo             | PJ         | PG         | PE         | PP         | F      | C      | Dif    | BO | BD | Puntos |
| ---- | ------------------ | ---------- | ---------- | ---------- | ---------- | ------ | ------ | ------ | -- | -- | ------ |
| 1.º  | Saracens           | 22         | 17         | 1          | 4          | 533    | 339    | 194    | 5  | 2  | 77     |
| 2.º  | Leicester Tigers   | 22         | 15         | 1          | 6          | 538    | 345    | 193    | 7  | 5  | 74     |
| 3.º  | Harlequins         | 22         | 15         | 0          | 7          | 560    | 453    | 107    | 5  | 4  | 69     |
| 4.º  | Northampton Saints | 22         | 14         | 0          | 8          | 501    | 433    | 68     | 6  | 3  | 65     |
| 5.º  | Gloucester         | 22         | 12         | 1          | 9          | 515    | 481    | 34     | 2  | 8  | 60     |
| 6.º  | Exeter Chiefs      | 22         | 12         | 1          | 9          | 542    | 446    | 96     | 4  | 5  | 59     |
| 7.º  | Bath               | 22         | 10         | 1          | 11         | 452    | 434    | 18     | 4  | 7  | 53     |
| 8.º  | London Wasps       | 22         | 9          | 0          | 13         | 511    | 528    | -17    | 4  | 8  | 48     |
| 9.º  | London Irish       | 22         | 7          | 1          | 14         | 459    | 601    | -142   | 2  | 3  | 35     |
| 10.º | Sale Sharks        | 22         | 7          | 1          | 14         | 377    | 596    | -219   | 2  | 3  | 35     |
| 11.º | Worcester Warriors | 22         | 5          | 1          | 16         | 422    | 547    | -125   | 3  | 8  | 33     |
| 12.º | London Welsh       | 22         | 5          | 0          | 17         | 412    | 619    | -207   | 1  | 7  | 23     |

|  | Semifinalistas.                 |
|  | Descendido al RFU Championship. |

### Postemporada

#### Semifinal
| 11 de mayo de 2013 | Leicester Tigers | 33 - 16 | Harlequins |  |  |

| 12 de mayo de 2013 | Saracens | 13 - 27 | Northampton Saints |  |  |

#### Final
| 25 de mayo de 2013 | Leicester Tigers | 37 - 17 | Northampton Saints |  |  |

| Bandera de Inglaterra    |
| Campeón Leicester Tigers |
| Décimo título            |